# 未完成婚
未完成婚（みかんせいこん, unconsummated marriage）とは、婚姻関係にある夫婦の間に結婚後一定期間以上を経ても、膣性交（膣への陰茎の挿入を伴う性交）が一度もない状態。

## 概要
多くの国や文化圏では、夫婦は性的パートナーであり、日常的に性交を行う関係であるとされる。夫婦間の性交を「夫婦の営み」「夫婦生活」と呼ぶなど、夫婦が性交することは普通のこととされる一方、離婚を問う裁判においては長期間にわたって性交がないことを夫婦関係の破綻と認定するなど、文化的にも法的にも、夫婦は性交するものと認識されている。
長期間にわたって性交のない夫婦のことを指す用語としてセックスレス夫婦があげられるが、未完成婚とは一度たりとも膣性交（膣への陰茎の挿入）が果たされていない夫婦のことをいう。
かつての日本の一部地方では、結婚式（披露宴）の後、新婚夫婦は夫婦となってから初めての性交（新婚初夜、初夜性交）を立会人看視のもとで行い、立会人は新郎が果てた（射精した）ことを見届けて、披露宴後の宴会の席に夫婦の交わりが完成したことを報告するしきたりがあった。過去においては結婚は家と家との結婚であり、夫婦が性器を結合させることによる体液の交わり（新郎の陰茎が新婦の膣液（愛液）に暴露する、新郎の精液が新婦の膣内に射精される、など）によって互いの血筋が合流し結婚が完成する、とする考えがあり、それが果たされていない状態から「未完成の」結婚、未完成婚、とするものである。キリスト教においても夫婦の肉体の交わりによって結婚が完成するとされている。
なお、未完成婚とは現代の日本における定義では「膣への陰茎の挿入が果たされていない夫婦」である。膣内射精の完遂を条件とした中世ヨーロッパの定義（詳細は結婚初夜を参照）とは異なり、膣に陰茎を挿入できていれば、たとえ膣内の刺激で夫が射精できない膣内射精障害などによって膣性交を最後まで完遂できないとしても、未完成婚とはみなされない。

## 問題点
夫婦が挙児を希望する場合、第一義的には膣性交からの膣内射精による自然妊娠があげられるが、挿入が達成されないという、妊娠するしない以前の問題を抱えていることや、相談相手がいないこと、父母や友人などから「子供はまだか」など聞かれたりすることに強いストレスを感じることがある。
半面、性交のないことを夫婦のどちらも問題と感じていない場合、不満に思わない場合には特に問題とはならない。妊娠を希望する場合でも膣内射精によらず、マスターベーションによって射精・採取した精液を針のない注射器を用いて膣内に注入するシリンジ法や、人工授精などによっても妊娠が可能である。

## 原因
- 膣への陰茎の挿入が物理的に不可能な場合
  - 陰茎と膣のサイズの不和（巨根、膣狭窄）
  - 性交経験の不足（童貞と処女の結婚など）
    - 膣の湿潤（愛液）不足
    - 膣への陰茎の挿入角度が不適切
    - 早漏 - 膣への陰茎の挿入前に射精してしまい勃起が継続できない場合

  - 膣痙攣
  - 勃起不全 - 新婚性勃起障害
  - 膣閉塞、マイクロペニスなど先天的な性器形成不全
- 精神的に性交を拒絶する場合
  - 強制性交や性的いじめ、性的虐待の被害経験などによる心的後遺症
    - 両親の性交を目撃した経験など[9]

  - 性嫌悪
- その他
  - 性行為に関心がない
  - 夫婦の片方もしくは両方が仕事等で多忙で性行為をする余裕・時間すら無い
  - 浮気